# 圖森赫馬
圖森赫馬（日语：トーセンホマレボシ），是日本純種競賽馬匹。生涯活躍於中距離賽事，曾勝出東京新聞盃，亦於東京優駿（日本打吡）跑獲季軍。

## 出賽前
2009年3月23日出生於北海道安平町京都新聞盃，成長途中於拍賣會上被馬主島川隆哉以1億6275萬日圓購入。
交由栗東訓練中心練馬師池江泰壽訓練。

## 競賽生涯

### 2歲
2011年12月24日出戰阪神競馬場2歲新馬戰，本次比賽於第六左右的位置展開下於直路開始加速衝刺，但仍然被前方對手壓制下取得第二。

### 3歲
2012年1月出戰3歲未勝利戰，現在再度於直路上未能發揮最大優勢，最終被對手拉開1 1/4馬位落敗得第二。
2月5日第二度出戰3歲未勝利戰，於後方位置等待時機下在進入直路後迅速取位，最終轟出全長最快末腳下以取得首次勝利。
其後出戰條件戰雪柳賞，但本次比賽未能維持穩定節奏下在對面直路陷入劣勢，最終未能挽回下僅跑獲第五的戰績。
2星期後出戰同為條件戰的大寒櫻賞，比賽初段在第六左右的位置推進，於對面直路至第三彎道處開始發力上前，最終在直路繼續維持優秀走勢下取得冠軍。
5月5日首度挑戰分級賽以京都新聞盃作為目標，出閘後隨即搶前並跟隨領放馬美酒當前推進，在第四彎道開始和對手並排。進入直路後，其以絕佳反應嚮應騎師韋紀力的指揮，超越對手下繼續於前方位置優勢，最終拉開後方2 1/2馬位取得首個分級賽冠軍，亦以2分10.0秒的完賽時間將大宇宙創立的草地2200米日本紀錄推前0.1秒。
5月下旬按照計劃出戰東京優駿（日本打吡），比賽初段面對澤洛斯做出的快步速仍然選擇跟前，一直維持於第二的位置推進並保持節奏。進入直路後，其取得領先並繼續在所在位置嘗試加速維持走勢，最終僅被華麗輝煌及超常駿驥追上以第三落敗。
其後進入放草並備戰秋季的賽事，然而於9月2日時被發現右前腳還有肌腱炎，最終於陣營商討後決定安排其退役。

### 詳細賽績
| 日期       | 舉辦國家 | 馬場 | 距離   | 級別 | 賽事名稱   | 負重 | 騎師     | 馬號 | 出馬 | 名次 | 時間   | 頭馬（二馬）       |
| ---------- | -------- | ---- | ------ | ---- | ---------- | ---- | -------- | ---- | ---- | ---- | ------ | ------------------ |
| 24/12/2011 | 日本     | 阪神 | 草1600 |      | 2歲新馬    | 55   | 曼迪沙寶 | 13   | 1    | 2    | 1:38.1 | Yamanin Pharaoh    |
| 14/1/2012  | 日本     | 京都 | 草1800 |      | 3歲未勝利  | 56   | 李慕華   | 16   | 2    | 2    | 1:47.9 | 百戰雄心           |
| 5/2/2012   | 日本     | 小倉 | 草2000 |      | 3歲未勝利  | 56   | 川須榮彥 | 15   | 1    | 1    | 2:02.5 | （Blue Tanzanite） |
| 10/3/2012  | 日本     | 阪神 | 草2400 |      | 雪柳賞     | 56   | 川田將雅 | 12   | 2    | 5    | 2:34.5 | Yamanin Pharaoh    |
| 24/3/2012  | 日本     | 中京 | 草2200 |      | 大寒櫻賞   | 56   | 吉田隼人 | 12   | 9    | 1    | 2:19.5 | （Win Floraison）  |
| 5/5/2012   | 日本     | 京都 | 草2200 | GII  | 京都新聞盃 | 56   | 韋紀力   | 13   | 2    | 1    | 2:10.0 | （為樂最強）       |
| 27/5/2012  | 日本     | 東京 | 草2400 | GI   | 東京優駿   | 57   | 韋紀力   | 18   | 14   | 3    | 2:23.9 | 華麗輝煌           |

## 退役後
退役後，圖森赫馬成為了配種馬，於北海道日高町育馬者Stallion Station休養，在2013年進行配種。首批子嗣於2014年出生。首批子嗣可於2016年出賽。2017年9月18日，覓奇燕子在聖烈特紀念取勝，成為首匹勝出分級賽的子嗣。
2019年其被轉移到北海道新冠町白馬牧場，於該地繼續配種。
2020年再度被轉移陣地，於北海道厚真町S T牧場休養。

## 主要子嗣

#### 分級賽優勝子嗣
2014年生
- 覓奇燕子（聖烈特紀念、七夕賞、日經賞）

## 血統簡介
父系大震撼爲日本賽駒，爲日本賽馬史上第二匹無敗三冠馬，生涯出戰十四場賽事僅得兩場未能勝出，退役後配種成績亦極爲優秀。祖父週日寧靜是美國三冠賽雙冠馬，退役後在日本配種，在日本馬壇相當成功，贏得多項分級賽事，其子嗣贏得巨額獎金。
母系Every Whisper爲日本賽駒，生涯十五戰全敗。外祖父北方風味爲加拿大賽駒，於當地有不俗的戰績，退役後被社台集團引進日本作爲配種馬使用，於週日寧靜引入前一度爲日本最成功的種馬，於與當時象徵牧場的巴索隆齊名。

### 血統表
| 父線：週日寧靜系（Halo系）                                   |                            |                   |                  |
| 種馬 大震撼 2002年（棗色）                                   | 週日寧靜 1986年（棕色）    | Halo              | Hail to Reason   |
| 種馬 大震撼 2002年（棗色）                                   | 週日寧靜 1986年（棕色）    | Halo              | Cosmah           |
| 種馬 大震撼 2002年（棗色）                                   | 週日寧靜 1986年（棕色）    | Wishing Well      | Understanding    |
| 種馬 大震撼 2002年（棗色）                                   | 週日寧靜 1986年（棕色）    | Wishing Well      | Mountain Flower  |
| 種馬 大震撼 2002年（棗色）                                   | 風中秀髮 1991年（棗色）    | Alzao             | 利法爾           |
| 種馬 大震撼 2002年（棗色）                                   | 風中秀髮 1991年（棗色）    | Alzao             | Lady Rebecca     |
| 種馬 大震撼 2002年（棗色）                                   | 風中秀髮 1991年（棗色）    | Burghclere        | Busted           |
| 種馬 大震撼 2002年（棗色）                                   | 風中秀髮 1991年（棗色）    | Burghclere        | Highclere        |
| 繁殖雌馬 Every Whisper 1997年（栗色）                        | 北方風味 1971年（栗色）    | 北地舞人          | Nearctic         |
| 繁殖雌馬 Every Whisper 1997年（栗色）                        | 北方風味 1971年（栗色）    | 北地舞人          | Natalma          |
| 繁殖雌馬 Every Whisper 1997年（栗色）                        | 北方風味 1971年（栗色）    | Lady Victoria     | Victoria Park    |
| 繁殖雌馬 Every Whisper 1997年（栗色）                        | 北方風味 1971年（栗色）    | Lady Victoria     | Lady Angela      |
| 繁殖雌馬 Every Whisper 1997年（栗色）                        | Crafty Wife 1989年（栗色） | Crafty Prospector | 淘金者           |
| 繁殖雌馬 Every Whisper 1997年（栗色）                        | Crafty Wife 1989年（栗色） | Crafty Prospector | Real Crafty Lady |
| 繁殖雌馬 Every Whisper 1997年（栗色）                        | Crafty Wife 1989年（栗色） | Wife Mistress     | 秘書處           |
| 繁殖雌馬 Every Whisper 1997年（栗色）                        | Crafty Wife 1989年（栗色） | Wife Mistress     | Political Payoff |
| 雌系：號族：9-a                                              |                            |                   |                  |
| 五代內近親交配：北地舞人 5×3、Lady Angela 5×4、Almahmoud 5×5 |                            |                   |                  |

## 命名由來
名字中，Tosen（トーセン）為馬主島川隆哉之冠名，是其姓氏島川的音讀，澳門以音近的「圖森」作為翻譯，Homareboshi（ホマレボシ）則於日語中，有「名譽之星」之意思，澳門以偏音譯的方式加以聯想，翻譯為「赫馬」。

## 外部連結
- 圖森赫馬 netkeiba.com （页面存档备份，存于）
- 血統表 （页面存档备份，存于）